# イルーシヴ・ライト・アンド・サウンドVol.1
『イルーシヴ・ライト・アンド・サウンドVol.1』（原題：The Elusive Light and Sound Vol. 1）は、スティーヴ・ヴァイが2002年に発表したコンピレーション・アルバム。

## 背景
元々は、ヴァイが2001年に1万セット限定で発売開始したボックス・セット『The Secret Jewel Box』のディスク1として発表され、2002年に単体のアルバムとして発売された。ヴァイが映画のサウンドトラックに提供してきた曲が中心だが、ヴァイ自身のボーカルがフィーチャーされた「セルロイド・ヒーローズ」（キンクスのカヴァー）と「ラヴ・ブラッド」（映画『インタビュー・ウィズ・ヴァンパイア』に提供しようとして作られた未発表のオリジナル曲）は、サウンドトラック用の曲ではない。なお、ヴァイは『インタビュー・ウィズ・ヴァンパイア』の原作小説『夜明けのヴァンパイア』のファンで、自身がレスタト役を演じたいと思っていたという。また、映画『クロスロード』（1986年）用に作られた4曲のうち「フライド・チキン」は、最終編集版でカットされたシーンのために作られた未発表曲である。
19曲目以降は、ヴァイが全編のスコアを書き下ろした映画『PCU』からの曲で、基本的には映画本編と同じ曲順だが、「ウェルカム・プリ・フロッシュ」、「デッド・ヘッズ」、「ピンズ・アンド・ニードルズ」、「ビアー・ビアー」、「イニシエイション」は映画用の曲ではなく、ヴァイが映画にインスパイアされて作った曲である。

## 反響・評価
アメリカでは総合アルバム・チャートのBillboard 200には入らなかったが、『ビルボード』のインディペンデント・アルバム・チャートでは32位に達した。
Stephen Thomas Erlewineはオールミュージックにおいて5点満点中4.5点を付け「彼がギターの達人であることと、その技巧でムードを高める能力を持っていることの両方が見せつけられている」「気楽に聴ける作品ではないが、アーカイヴ作品としては一級品である」と評している。また、『CDジャーナル』のミニ・レビューでは「どこをどう切っても異才は異才、と実感できる」と評されている。

## 収録曲
特記なき楽曲はスティーヴ・ヴァイ作。
1. セルロイド・ヒーローズ - Celluloid Heroes (Raymond Douglas Davies) - 6:20
2. ラヴ・ブラッド - Love Blood - 4:48

CROSSROADS(1986)より
1. フライド・チキン - Fried Chicken - 2:30
2. バトラーズ・バッグ - Butler's Bag (Steve Vai, RyCooder) - 1:07
3. ヘッド・カッティン・デュール - Head-Cuttin' Duel (S. Vai, R. Cooder) - 4:43
4. ユージーンズ・トリック・バッグ - Eugene's Trick Bag - 2:27

DUDES(1987)より
1. アメイジング・グレイス - Amazing Grace (Traditional) - 1:52
2. ルイジアナ・スワンプ・スワンク - Louisiana Swamp Swank - 3:15

BILL & TED'S BOGUS JOURNEY(1991)より
1. エアー・ギター・ヘル - Air Guitar Hell - 0:40
2. リーパー - The Reaper - 3:25
3. イントロダクティング・ザ・ワイルド・スタリオンズ - Introducing the Wylde Stallions - 0:45
4. ガールズ・メーチュアー・ファスター・ザン・ガイズ - Girls Mature Faster Than Guys - 0:14
5. バトル - The Battle - 2:24
6. ミート・ザ・リーパー - Meet the Reaper (S. Vai / additional words by William Sadler) - 0:40
7. ファイナル・ギター・ソロ - Final Guitar Solo - 1:35
8. リーパー・ラップ - The Reaper Rap - 5:45

ENCINO MAN(1992)より
1. ドライヴ・ザ・ヘル・アウト・オブ・ヒアー - Drive the Hell Out of Here - 1:28
2. ゲット・ザ・ヘル・アウト・オブ・ヒアー - Get the Hell Out of Here - 3:53

PCU(1994)より
1. ウェルカム・プリ・フロッシュ - Welcome Pre-Frosh - 0:49
2. ダーク・ホールウェイ - The Dark Hallway - 1:07
3. デッド・バンド・エンズ - The Dead Band Ends - 0:56
4. コウズ・ヘッズ - The Cause Heads - 1:18
5. ファインド・ザ・ミート - Find the Meat - 0:26
6. アックス・ウィル・フォール - The Ax Will Fall - 0:39
7. ナウ・ウィ・ラン - Now We Run (Cue) - 0:44
8. ヘイ・ジャック - Hey Jack - 0:21
9. ホワット! - What! - 0:08
10. スティル・ランニング - Still Running - 0:28
11. デッド・ヘッズ - Dead Heads - 3:12
12. ブロウ・ミー・ホエア・ザ・パンパーズ・イズ - Blow Me Where the Pampers Is - 0:55
13. ピンズ・アンド・ニードルズ - Pins & Needles - 0:24
14. プラグ・マイ・アス・イン - Plug My Ass In - 0:44
15. ルーズ・ケグ・サイティングス - Loose Keg Spottings - 0:22
16. ドント・スウェット・イット - Don't Sweat It - 0:36
17. ハウ・ヒッジ - How Hidge - 0:44
18. ビアー・ビアー - Beer Beer - 0:19
19. ウィアー・ノット・ゴナ・プロテスト - We're Not Gonna Protest - 1:53
20. イニシエイション - Initiation - 0:15
21. シー・ヤー・ネクスト・イヤー - See Ya Next Year - 0:51
22. ナウ・ウィ・ラン - Now We Run - 3:46

## 参加ミュージシャン
- スティーヴ・ヴァイ - ギター、ベース、キーボード、ボーカル(on #1, #2)他
- マイク・ケネリー - キーボード(on #1)
- ブライアン・ベラー（英語版） - ベース(on #1)
- ロビン・ディマジオ - ドラムス(on #1)
- CC・ホワイト、キンバリー・エヴァンス - バックグラウンド・ボーカル(on #1)
- シュギー・オーティス（英語版） - ギター(on #3)
- ライ・クーダー - スライドギター(on#3 - #6)
- ホルヘ・カルデロン - ベース(on#3 - #6)
- ジム・ケルトナー - ドラムス(on#3 - #6)
- ソニー・テリー - ハーモニカ(on #3 - #6)
- クリス・フレイジャー（英語版） - ドラムス(on #10, #13, #15, #16)
- CJ・ヴァンストン - キーボード(on #13)
- グレッグ・ビソネット - ドラムス(on #17, #18)